# 高瀬川
高瀬川（たかせがわ）は、青森県南東部を流れ太平洋に注ぐ一級河川。高瀬川水系の本流である。
「高瀬川」の名称の使用は、小川原湖から河口までの7kmほどの範囲のみに限定されることが多く、小川原湖より上流は「七戸川（しちのへがわ）」、「和田川（わだがわ）」で呼ばれている。「高瀬」の由来は、小川原湖の水が海に注ぐ浅い水路という意味であると言われている。

## 地理
青森県上北郡七戸町の西部に位置する奥羽山脈の八幡岳（標高1,020m）の南麓に源を発する。七戸町の市街地で作田川を、七戸町字千刈道ノ下付近で坪川を合わせ、三本木原北部を潤し、小川原湖南西部に流入する。湖の北東部から再び流れ出し、上北郡六ヶ所村と三沢市の境界から太平洋に注ぐ。
高瀬川水系の流域面積866.9km2には、小川原湖の63.2km2が含まれている。下流部は低湿地で、小川原湖は汽水湖となっている。

## 流域の自治体
青森県
上北郡七戸町、東北町、三沢市、上北郡六ヶ所村

## 支流
- 鳥谷沢川
- 作田川（さくだがわ）
  - 大作沢川
- 大林川
- 川去川
- 坪川（つぼがわ）
  - 大坪川（天間ダム）
  - 小坪川
  - 中野川（なかのがわ）
    - 市ノ渡川
    - 倉岡川
      - 栗ノ木沢川

  - 二ツ森川
- 赤川
- 土場川
- 津花川
- 砂土路川
- 流川
- 姉沼川（あねぬまがわ）
  - 古間木川
    - 氷沢川
- 内沼川
- 前川
- 高瀬川放水路

## 河川施設
- 和田ダム

## 並行する交通

### 道路
- 国道394号